# Benedetta Ponticelli
Benedetta Ponticelli (Siena, 22 dicembre 1979) è una doppiatrice italiana.

## Biografia
Nata a Siena, ma cresciuta a Livorno, città nella quale ha mosso i primi passi nel mondo della recitazione, è laureata in lettere moderne all'Università di Pisa. Dopo gli esordi nella città labronica, si è iscritta ad un corso di doppiaggio a Milano, lavorando sia per le compagnie di doppiaggio di questa città che per quelle di Roma.
È attiva nel doppiaggio di cartoni animati (come Le avventure di Jimmy Neutron), nel palinsesto televisivo di Disney Channel e al cinema.
Nel 2013 presta la sua voce alla nuova Lara Croft in Tomb Raider, reboot dell'omonima serie videoludica, e nello stesso periodo, viene scelta per doppiare il personaggio di Tails della serie di Sonic the Hedgehog  a partire da Sonic Generations.
Benedetta Ponticelli ha lavorato anche come voce dei promo del canale Disney Junior dal 2011 al 2020.

## Doppiaggio

### Film
- Jennifer Lotsi in Ruby Red, Ruby Red II - Il segreto di Zaffiro, Ruby Red III - Verde smeraldo
- Merritt Wever in Lo stravagante mondo di Greenberg, Benvenuti a Marwen
- Colleen O'Shaughnessey in Sonic - Il film, Sonic 2 - Il film, Sonic 3 - Il film
- Anaïs Demoustier in Elles, Una nuova amica
- Zoey Deutch in Tutti vogliono qualcosa
- Emilia Clarke in Solo: A Star Wars Story
- Mía Maestro in The Twilight Saga: Breaking Dawn - Parte 1
- Caitlin Fitzgerald in Damsels in Distress - Ragazze allo sbando
- Louisa Krause in La fuga di Martha
- Gina Carano in Deadpool
- Sophie Kennedy Clark in Nymphomaniac
- Kou Shibasaki in 47 Ronin
- Joy McAvoy in La parte degli angeli
- Miranda Cosgrove in Merry Christmas, Drake & Josh
- Stephanie Nguyen in StreetDance 2
- Noot Seear in The Twilight Saga: New Moon
- Kurume Arisaka in Pulse
- Maud Forget in Frontiers - Ai confini dell'inferno
- Andrea Ros in Rec 2
- Tabu in Border
- Tamannaah Bhatia in Viyabari
- Dolores Fonzi ne Il presidente
- Laura Verlinden in Dio esiste e vive a Bruxelles
- Liv Mjönes in Lupo vichingo
- Lily Gladstone in Killers of the Flower Moon
- Cornelia Gröschel in Freaks - Una di noi
- Jung So-ri in Carter
- Géraldine Nakache in Tigri e iene
- Lio Tipton in Colpi d'amore

### Film d'animazione
- Fluttershy e Applejack in My Little Pony - Equestria Girls, My Little Pony - Equestria Girls - Rainbow Rocks, My Little Pony - Equestria Girls - Friendship Games, My Little Pony - Equestria Girls - Legend of Everfree e My Little Pony - Il film
- Rider in Fate/stay night: Heaven's Feel - I. presage flower, Fate/stay night: Heaven's Feel - II. lost butterfly e Fate/stay night: Heaven's Feel - III. spring song.
- Alphonse Elric in Fullmetal Alchemist - The Movie: Il conquistatore di Shamballa, Fullmetal Alchemist - La sacra stella di Milos
- Lois Lane in Batman: Hush, Superman: Red Son
- Lynn in Ken il guerriero - La leggenda di Toki
- Aramina in Barbie e le tre moschettiere
- Spike in Trilli e il segreto delle ali
- Kayo Arisugawa in Hana e Alice - Il caso di omicidio
- Velvet (parte parlata) in Trolls 3 - Tutti insieme
- Inori Yamabuki/Cure Pine in Fresh Pretty Cure! - Le Pretty Cure nel Regno dei Giocattoli
- Doris in Terkel in Trouble
- Ex in Oh, mia dea! - The Movie
- Clarisse in Lupin III - Il castello di Cagliostro (3° doppiaggio)
- Sig.ra Beccles in That Christmas
- Hirokoji Sachiko in La collina dei papaveri
- Emiri in Quando c'era Marnie
- Maya in Capitan Harlock - L'Arcadia della mia giovinezza (ridoppiaggio 2014)
- Shank in Ralph spacca Internet
- Batwoman in Batman e i Problemi di Famiglia
- Penny Pal in The Electric State

### Miniserie TV
- Wilson Gonzalez Ochsenknecht e Nick Romeo Reimann in La tribù del pallone
- Cassandra

### Serie televisive
- Miranda Cosgrove in iCarly, iParty con Victorious, iCarly (2021)
- Kara Killmer in Chicago Fire
- Chelsea Hobbs in Make It or Break It - Giovani campionesse
- Hanna Mangan-Lawrence in Spartacus
- Rose Leslie in Downton Abbey
- Jadin Gould in iCarly
- Alix Elizabeth Gitter in Amiche nemiche
- Marline Yan in Essere Indie
- Audrey Whitby in I Thunderman
- Mae Whitman in Thief - Il professionista
- Cyrina Fiallo in Buona fortuna Charlie
- Bella Thorne, Cait Fairbanks e Kara Royster in K.C. Agente Segreto
- Basia A'Hern in Le sorelle McLeod
- Miles Szanto in Snobs
- Taylor Bogart in Life of Ryan
- Anita Nederlof in Amika
- Free Soffriau in Mega Mindy
- Vanessa Morgan in La mia babysitter è un vampiro
- Rita Volk in Faking it
- Sophie Skelton in Outlander
- Priscilla Faia in You Me Her
- Nicole Luis in Super T - Una schiappa alla riscossa
- Lucy Punch in Una serie di sfortunati eventi
- Katie McGrath in Supergirl
- Anna Diop in Titans (1° voce)
- Nia Jax in Miz and Mrs.
- Ali Stroker in Only Murders in the Building
- Tatiana Maslany in She-Hulk: Attorney at Law
- Serenay Sarıkaya in Shahmaran[3]
- Jessica Gunning in Baby Reindeer
- Colleen O'Shaughnessey in Knuckles
- Lio Tipton in Hung - Ragazzo squillo
- Luyanda Unati Lewis-Nyawo in Mercoledì (st. 2)

### Soap opera e telenovelas
- Caitlin Van Zandt in Sentieri
- Sheyla Fariña in Una vita
- Ángeles Balbiani in Rebelde Way (2° doppiaggio)
- Jefferson Brizgh in Isa TVB
- Giovanna Reynaud in Soy Luna
- Tuğçe Kumral in DayDreamer - Le ali del sogno
- Amaia Salamanca in Grand Hotel - Intrighi e passioni
- Celia Freijeiro in Ritorno a Las Sabinas

### Programmi televisivi
- Vicky Pattison in Geordie Shore, Judge Geordie, Ex on the Beach: La rivincita degli ex
- Ispettrice in Airport Security
- Mel Buttle in Back Off Australia

### Serie animate
- Generale Yunan in Anfibia
- Naruko Anjō "Anaru" in Ano Hana
- Dan Kuso bambino in Bakugan - Battle Brawlers
- Rally in Yu-Gi-Oh! 5D's
- Jimmy Neutron in Le avventure di Jimmy Neutron
- Beatrice la calcolatrice, Ann e Miss Bountiful in Jacob due due
- Amara "Magma" Aquilla in X-Men: Evolution
- Alison in Robbie ragazzo spaziale
- Polvina in Le principesse del mare
- Roary in Roary the Racing Car
- Ondino in Ondino
- Misty in Pokémon (2° doppiaggio)
- Uriè in Angel's Friends
- Zeta in Mirmo!!
- Daniel in Le avventure di Hello Kitty
- Lazzula in Hamtaro
- Nis da piccola in Record of Lodoss War: La saga dei cavalieri
- Riley in L'armadio di Chloé
- Ryoko Mendo in Lamù (OAV, riediz. 2007)
- Biff ne La chiave magica
- Gufo dell'Isola in Animali meccanici
- Ellie Martin/Elastika in Zevo-3
- Agaya ne La leggenda di Enyo
- Panda ne Il mondo segreto di Ani Yoko
- Larela in Space Symphony Maetel - Galaxy Express 999 Outside
- Ilse Burnley in Emily della Luna Nuova
- Catherine Maurel in Mila e Shiro - Il sogno continua
- Natascha in Dragon Knight - Wheel of Time
- Patches in Pound Puppies
- Oca in Franklin and Friends
- Sunny ne Le Lalaloopsy
- Gattina Fatina ne La casa delle bambole di Gabby
- Rafaela Moreno in Fast & Furious - Piloti sotto copertura
- Mayo in Sol Bianca
- Loki Ragnarok in Il mitico detective Loki
- Marion in Burst Angel
- Chizuru in Kenshin il Vagabondo: Capitolo del tempo
- Alphonse Elric, Catherine Elle Armstrong in Fullmetal Alchemist, Fullmetal Alchemist: Brotherhood
- Valentine de Villefort in Il conte di Montecristo
- Jeff Bowen in Project ARMS
- Mayo in Sol Bianca
- Reiha in Vampire Princess Miyu
- Tenma Tsukamoto in School Rumble
- Uta Yumeno in My Melody - Sogni di magia
- Sakuya in Samurai Deeper Kyo
- Anna Aoi in Godannar
- Anna in Le Chevalier D'Eon
- Sabrì in Il segreto della sabbia
- Akari Mizunashi in Aria - The Animation, Aria - The Natural, Aria - The Origination
- Yūki Cross in Vampire Knight
- Aya Hasebe in Comic Party
- Edward Thomas in Sorridi, piccola Anna
- Bla Bla in PopPixie
- Fluttershy e Applejack in My Little Pony - L'amicizia è magica
- Daichi in Shugo Chara - La magia del cuore
- Margaret in One Piece
- Jean in Claymore
- Inori Yamabuki/Cure Pine in Fresh Pretty Cure!
- Delfine Asino in Peppa Pig
- Bixby Prospero in Daniel Spellbound
- P.I.X.A.L in LEGO Ninjago
- Rider in Fate/stay night (Unlimited Blade Works)
- Kagami Tsurugi/Risposta in Miraculous - Le storie di Ladybug e Chat Noir
- Kaede Akiyama in Kengan Ashura
- Eris in LEGO Legends of Chima
- Dendy in OK K.O.!
- Koharu Hidaka in Hi Score Girl
- Kuon Shinzaki in High-Rise Invasion
- Wonder Woman in DC Super Hero Girls (2°voce)
- Miles "Tails" Prower, Nine, Mangey, Sails in Sonic Prime
- Makima in Chainsaw Man
- Scatta (1ª voce) in Zona Gesso (st.1)
- Lara Croft in Tomb Raider - La leggenda di Lara Croft[4]

### Videogiochi
- Lexine Weller in Dead Space 2[5]
- Nicole Bonnet in Art of Murder - FBI: La crudele arte dell'omicidio[6], Art of Murder: Caccia al Burattinaio[7]
- Lara Croft in Tomb Raider[8], Rise of the Tomb Raider[9], Shadow of the Tomb Raider[10]
- Cristina Vespucci in Assassin's Creed II[11], Assassin's Creed: Brotherhood[12]
- Maya, Sticks e Perci in Sonic Boom: L'ascesa di Lyric[13]
- Amanda in Jack Keane: Al riscatto dell'Impero britannico[14]
- Leah in Diablo III[15] e Diablo III: Reaper of Souls[15]
- Sarah Michelle Gellar in Call of Duty: Black Ops[16]
- Arianna Barde e Badger in Il professor Layton e il richiamo dello spettro[17]
- Mira in Lost Planet 3[18]
- Personaggi vari in The Elder Scrolls V: Skyrim[19]
- Luna Lovegood e personaggi minori in Harry Potter e l'Ordine della Fenice[20], Harry Potter e il Principe Mezzosangue[21], Harry Potter e i Doni della Morte - Parte 1[22], Harry Potter e i Doni della Morte - Parte 2[23]
- Eliza Cassan in Deus Ex: Human Revolution[24]
- Miles "Tails" Prower in Sonic Generations[25], Sonic Lost World, Sonic Boom: L'ascesa di Lyric, Sonic Boom: Fuoco e ghiaccio, Sonic Boom: Frammenti di cristallo,  Mario & Sonic ai giochi olimpici invernali di Sochi 2014, Mario & Sonic ai giochi olimpici di Rio 2016, Mario & Sonic ai giochi olimpici di Tokyo 2020, Sonic Colours: Ultimate, Sonic Forces, Team Sonic Racing, [26] , Sonic Frontiers[27] e Sonic X Shadow Generations[28]
- Cinerea in The Legend of Spyro: The Eternal Night[29] e The Legend of Spyro: L'alba del drago[30]
- Faina Flatow, Turista, Pappagallina in Chronicles of Mystery - Il rituale dello scorpione[31]
- Joan Lambert in Alien: Isolation[32]
- Comandante Lisette Hanley in Command & Conquer: Red Alert 3[33]
- Crociata scarlatta, Custode della luce, Succube e Lady Blameux in Hearthstone[34]
- Kathrin McKendall, Bambino, Donna delle pulizie e Restauratrice in Jonathan Danter - Nel sangue di Giuda[35]
- Lizzy Wizzy e Iris Tunner in Cyberpunk 2077[36]
- Rafaela in Fast & Furious: Spy Racers - Rise of SH1FT3R[37]
- Zo in Horizon Forbidden West[38]

## Riconoscimenti
- Targa "Bruno Paolo Astori per la voce emergente" al Festival del doppiaggio Voci nell'Ombra 2015 per Miranda Cosgrove in iCarly [39]
- Miglior voce femminile al Gran Premio Internazionale del doppiaggio 2024 per Lily Gladstone in Killers of the Flower Moon [40]
- Miglior voce femminile TV al Festival del doppiaggio Voci nell'Ombra 2024 per Jessica Gunning in Baby Reindeer [41]
- La Musa d'Oro 2025 per miglior doppiatrice Serie TV per Jessica Gunning in Baby Reindeer [42]